# Olivier Sagne
Olivier Sagne né le 13 juillet 1984 à Montpellier est un réalisateur français.

## Biographie
D'ascendance guyanaise, il suit un cursus de Lettres Modernes à l'université des Antilles et de la Guyane. En 2007, il entre à l'ESRA. Durant ses études, il est amené à réaliser deux courts-métrages qui le font remarquer.
En 2009, il est primé à Cannes lors du concours du meilleur scénario d'outre-mer, où il a obtenu le premier prix avec son scénario Sweet Micky,.
En 2010, Olivier Sagne quitte l'ESRA et se consacre entièrement à la mise en scène.

## Filmographie
Réalisateur
- 2020: Lovena (court-métrage)
- 2010 : La Posture de L'enclume (court-métrage)
- 2008 : Casting (court-métrage)
- 2007 : Handstorming (court-métrage)

Assistant à la mise en scène
- 2010 : Échange d'identité de Dominique Farrugia (3e assistant réalisateur)
- 2009 : 600 kilos d'or pur d'Éric Besnard (3e assistant réalisateur)
- 2008 : Orpailleur de Marc Barrat (3e assistant réalisateur)

Autres réalisations
- 2009 : Alchimie Project (film expérimental d'Olivier Sagne et Mirtho Linguet, photographe). Ce projet a reçu le label Année Européenne du Dialogue Interculturel[4]
- Spot Prévention SIDA diffusé sur Télé Guyane : Réalisation d'Olivier Sagne.

Scénario
- Sweet Micky d'Olivier Sagne. Lauréat et premier prix du 7e prix Hohoa, concours de scénario d’outre-mer[2],[3].